# Głos Ziemi Oświęcimskiej
Głos Ziemi Oświęcimskiej – pismo z tradycjami przedwojennymi, zasięg gazety obejmuje powiat oświęcimski. Ukazuje się od lat trzydziestych XX wieku. W roku 1991 Rada Miasta Oświęcim postanowiła wznowić wydawanie pisma pod historycznym tytułem. Do 2003 roku GZO ukazywał się w cyklu dwutygodniowym. Od roku 2004 czasopismo pojawia się na lokalnym rynku wydawniczym raz w miesiącu.
W maju 2008 roku czasopismo zmieniło szatę graficzną, format (A3), nakład (16.000). Jest dostarczane bezpłatnie, w ciągu 6 dni roboczych od dnia wydania, do mieszkań i domów prywatnych na terenie miasta oraz dostępne jest w:
- Urzędzie Miasta Oświęcim
- Oświęcimskim Centrum Kultury
- Muzeum „Zamek w Oświęcimiu”
- Międzynarodowym Domu Spotkań Młodzieży
- Centrum Żydowskim
- Centrum Dialogu i Modlitwy
- Miejskim Ośrodku Sportu i Rekreacji
- Centrum Informacji Turystycznej
- Miejska Biblioteka Publiczna im. Łukasza Górnickiego GALERIA KSIĄŻKI w Oświęcimiu (pełni również funkcje biblioteki powiatowej).

Ponadto aktualne wydanie gazety – w postaci pliku pdf – znajduje się na stronie Oświęcimskiego Centrum Kultury w zakładce e-Głos Ziemi Oświęcimskiej.
Byłym redaktorem naczelnym jest Dariusz Maciborek, dziennikarz RMF FM oraz twórca Festiwalu dla Pokoju.